# Сату-Ноу (Банка, Васлуй)
Сату-Ноу (рум. Satu Nou) — село у повіті Васлуй в Румунії. Входить до складу комуни Банка.
Село розташоване на відстані 247 км на північний схід від Бухареста, 35 км на південь від Васлуя, 94 км на південь від Ясс, 101 км на північ від Галаца.